# 伊莉莎伯·弗林克
伊莉莎伯·弗林克女爵士，DBE，CH，RA（Dame Elisabeth Frink，1930年11月14日—1993年4月18日），英國雕塑家和版畫家。
弗林克是國際有名雕塑家，作品展出無數，獲一些著名美術博物館收藏，包括倫敦泰特畫廊，紐約現代藝術博物館等。弗林克的作品是其他學者研究及参考的對象，例如藝術史學家布賴恩．羅伯遜、及愛德華．露西．史密斯等。在一些20世紀雕塑史論著，如赫伯特．里德的《簡明現代雕塑史》，也有列舉弗林克的作品。弗林克獲英國大學頒贈榮譽博士學位。

## 香港展出雕塑爭議
弗林克曾創作一件名為「新人」的藝術銅像作品，該作品是一個比真人還高大的裸體男人雕塑，昂首站立，一絲不掛，風格寫實。
在1995年，「新人」曾經放置於香港中環士丹利街一幢新落成寫字樓騏利大廈正門入口，被淫褻物品審裁處評為「不雅」，須遮掩雕像的性器官，始能展出，引起香港傳媒質疑藝術標準。

## 外部参考
- 香港人文哲學會:《人文論壇：為「新人」鳴冤》